# Машук

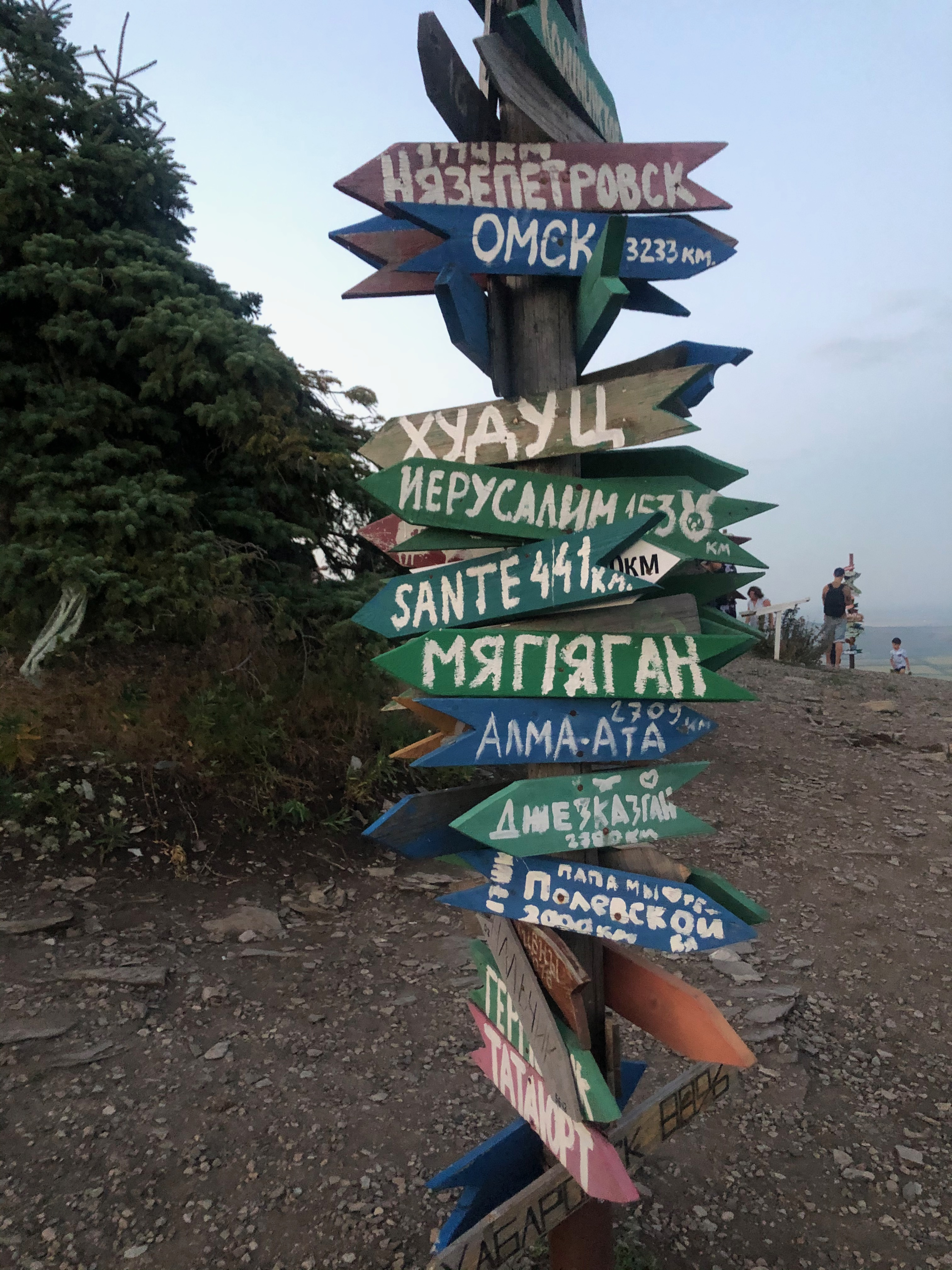
На вершине горы Машук.

Машу́к — останцовая магматическая гора (гора-лакколит) в центральной части Пятигорья на Кавказских Минеральных Водах, в северо-восточной части города Пятигорска. Высота 993,7 м. Памятник природы.
Гора известна тем, что на ней состоялась дуэль великого русского поэта М. Ю. Лермонтова с отставным майором Н. С. Мартыновым, в результате которой Лермонтов погиб.

## Название
Название связывают с кабардинским женским именем Машук и мужским Машуко. Есть предположение, что название горы произошло от кабардинских слов «маш» - просо и «ко» - долина, балка. В таком случае оно означает «Гора просяной долины» или «Долина, в которой выращивали просо». У кабардинцев и сейчас распространена фамилия — Машуковы.
Существует легенда о названии горы. Каплан Гирей, хан Золотой Орды, напал на Кабарду и стал разорять села, грабить и убивать их жителей. В Кабарде в то время славился своим мужеством и огромной силой джигит Машук. Его невесту убили воины хана, и Машук собирался за это отомстить. В неравной битве он был окружен войском хана и прыгнул со скалы на камни вниз, предпочитая смерть поражению. В честь этого храброго героя и была названа гора.
Есть другая нартская легенда о прекрасной девушке Машуко, плачущей об убитом старым Эльбрусом женихе Бештау.
В некоторых источниках гора описывается под названием Машуха.
В Персидском языке слово перс. معشوقه‎ «машуке» значит «возлюбленная» или «любовница».

## Геологическое строение
Образовалась путём постепенного поднятия или тектонического выдавливания сквозь толщу осадочных отложений вязкой, остывающей лавы. Вулканические тела остывают ещё и в наше время. Имеет форму выположенного у подножья усечённого конуса диаметром 4 км. Уплощённую вершину слагают верхнемеловые известняки и мергели, а склоны — палеогеновые глинистые породы, мергели, реже песчаники. На глубинах 1300—1400 м скважинами вскрыто тело бештаунитов, внедрение которого привело к образованию купола и кольцевого разлома, опоясывающего гору. В кольцевом разломе распространены травертины, слагающие на южном, восточном и северном склонах три крупных дугообразных тела шириной до 500 и мощностью до 70 м, образующих живописную Горячую гору, Внутренний хребтик и Перкальские скалы (на севере), с абсолютными высотами 610—650 м. Из них построены старые дома Пятигорска. В травертинах можно найти окаменевшие листья и ветви деревьев, росших тысячи лет назад. В нижних слоях травертинов обнаружены кости южного, лесного и трогонтериевого слонов, а в более высоких — зубров, бизонов и оленей.
Горы-спутники, отроги и склоны
Склоны Михайловского отрога — выходят из северо-восточной стороны (из Внутреннего хребтика) от главного конуса Машука; Михайловские склоны идут параллельно и выше (северней) горы Горячей, западное направление (с востока на запад) сменяется малым поворотом к северо-западу, напоминая виток спирали-дуги. Оба эти отрога образуют неширокую долину-ущелье (ложбину), носившую в прежнее время название Горячеводской. Долина в первой половине XIX века, до постройки Пушкинских (Сабанеевских) ванн была заселена. На месте Сабанеевских ванн находился дом Е. А. Хастатовой (сестры бабушки Лермонтова), куда в 1825 году приезжал со своей бабушкой М. Лермонтов (десятилетним мальчиком) на Горячие Воды. На Михайловской горе раскинулся Эммануэлевский парк с Михайловской галереей (c Михайловскими источниками); находится горка Эолова (614 м), на которой возвышается Эолова арфа, а чуть ниже под ней — грот Лермонтова. Верхние части Горячеводского и Михайловского отрогов как бы соединены архитектурным ансамблем — Академической галереей. Музей «Домик Лермонтова» располагается на южном склоне Михайловской горы (ул. Лермонтова).
Гора Горячая (557,9 м) — этот отрог южного склона горы Машук тянется от Народных ванн, дугообразно выдвигается в юго-западном направлении с востока на запад, вдоль южной границы парка Цветник, своим выступом выходит практически к центру города. Тут, внизу, у её вершины возвышаются скульптура «Орёл» и Китайская беседка (видовая площадка). Она хорошо видна также, если спускаться трамваем в Горячеводск. Гора сложена из травертинов, образовавшихся при кристаллизации минералов в водах, вытекающих [из источников] у подножия Машука. Пласт травертинов хорошо виден у Поющего фонтана вблизи «Цветника» (под сан. «Горячий ключ», около ЗАГСа). Горячая — родоначальница и Пятигорского курорта, и города. Гора интересна и своими пещерами карстового происхождения, их особенно много на южном склоне (опять же, видны с трамвая, со стороны Подкумка).
Горы-спутники
Отрог «гора Горячая», также как и Михайловский отрог, и гора Казачка расположены непосредственно у подножия Машука, в верхнем его поясе. Дубровка (690 м), Пост (555 м) и Пикет (565,3 м) — соответственно, немного поодаль, в нижнем поясе (в нижнем городе).
Гора Казачка (633 м) располагается между северной стороной Михайловского склона и юго-западного склона горы Машук. Вокруг горы Казачки находятся: Мемориал Воинской Славы (старое кладбище), Лазаревская церковь, Бювет источников № 19, 35, общекурортный Дом культуры, санаторий «Ленинские скалы», рядом — нижняя станция Канатной дороги, чуть выше, на склонах Машук — «Ворота Солнца» (видовая площадка).
Все остальные горы, горки, отроги, склоны, скалы в пределах Пятигорска в литературе и путеводителях упоминаются мало, незнакомы обывателям и горами (фактически) не считаются. Поэтому чаще всего разговор о горах идёт именно об этих «пяти горах».
Сам Машук является горой-спутницей пятиглавого Бештау, у которого в свою очередь тоже четыре спутника (см. Горы Пятигорья).

## Озеро Провал

Вход в Провал. Фото 1938 года

На южном (юго-восточном, то есть на Михайловском) склоне горы расположен пятигорский Провал — глубокий природный колодец-пещера с подземным озером (карстово-тектонического происхождения; известен также под названием Карстовая пещера «Большой Провал»), творение природы, которое появилось при образовании горы Машук в результате воздействия грунтовых и подпочвенных вод на известковые породы. Он имеет [общую] глубину 42 м и диаметр до 15 м. Его донную часть занимает озерцо тёплой (26—42 °С) минеральной сероводородной воды площадью 190 м² и глубиной около 8 м.
 Впервые Провал обследовал в 1793 году академик П. С. Паллас (первые попытки изучить озеро предпринимались в 1773 году Гульденштедтом). В 1837 году над воронкой-колодцем был устроен деревянный висячий помост со специальным механизмом для спуска к озеру в специально оборудованной корзине. Желающие купались в озере в плавучей купальне, а на площадке на деревянном помосте молодые люди устраивали танцы. Баталин (в середине XIX века) впервые научно обследовал подземное озеро Провал, спускаясь на глубину 26 м. К использованию озера снова возник интерес, в 1858 году на средства московского купца П. А. Лазарика к нему был проложен горизонтальный туннель длиной около 58 м, а к нему проведена дорога от Михайловской галереи.
Уровень и состав вод озера колеблются в соответствии с изменением режима подземных минеральных вод Кавминводского гидрологического бассейна. Согласно наблюдениям, ведущимся с 1830 года, на них влияют смена времён года, количество атмосферных осадков, землетрясения и деятельность человека. Поэтому Провальное озеро используется как важный естественный индикатор состояния подземных минеральных вод на курортах КавМинВод.  Вода в нём обладает лечебными свойствами, и до 1859 года (когда был пробит тоннель) в него спускались на канате в специальной корзине. Купание [внутреннее] было остановлено лишь в 1880 году. В повести М. Ю. Лермонтова «Княжна Мери» о Провале говорится, что «по мнению здешних учёных, этот провал не что иное как угасший кратер».
С Провалом связан сюжет, широко известный по роману И. Ильфа и Е. Петрова «Двенадцать стульев».
К Провалу проходит маршрут № 3 терренкура [по бульв. Гагарина, Машукогорскому кольцевому шоссе] протяжённостью около 3 км.

## Канатная дорога
Открыта 24 августа 1971 года.
За 1,5-2 минуты цельнометаллический вагон с окнами из органического стекла преодолевает расстояние в 964 метра до верхней станции на вершине горы (превышение 369 м).

## Экология
Опасения экологов и горожан
Гора Машук является памятником природы и археологии федерального значения, её склоны отнесены к первой и второй горно-санитарным зонам, под ними происходит формирование и движение минеральной воды. Экологи прежде всего обращают внимание на следующие по их мнению опасные последствия:
- Застройка горы может навредить подземным минеральным источникам курорта.
- Могут погибнуть растения, животные и птицы, в том числе редкие, занесённые в Красную книгу.
- Застройка навсегда изменит ландшафт и внешний вид горы.
- Появление комплекса коттеджей не скажется положительно на транспортной проблеме.
- Возможна активизация экзогенных геологических процессов.
- Вызывает сомнения сама законность сделки о продаже земли.

Гора Машук ещё в 1961 была признана памятником природы, в 1972 — государственным заказником, а в 2004 году министерство культуры Ставропольского края придало ей статус государственного историко-культурного заповедника.
Продажа земли
В 2005 году участок ореховой рощи на западном склоне горы Машук размером 37,5 га, находящийся в 1-й и 2-й природоохранных зонах, был исключён из границ памятника природы краевого значения и переведён из разряда лесных земель в нелесные, а после приватизирован ООО «Кавминэкоцентр» на основании решения Арбитражного суда Ставропольского края. Земля отошла покупателю за 346 тысяч 890 рублей, то есть, по цене около 90 рублей за сотку. Территория от ул. Кучуры до Поляны песен впоследствии была перепродана и поделена на небольшие участки, которые стали распродавать по частям. В 2009 был опубликован «Генплан развития Пятигорска до 2030 года», разработанный ЗАО «Курортпроект» г. Пятигорск, согласно которому вся проданная земля была намечена под «… строительство высокотехнологичных санаторно-курортных комплексов с ограниченной этажностью в 3-5 этажей на 2,4 тыс. отдыхающих». Стоит заметить, что данный генеральный план шёл вразрез с концепцией развития, разработанной в советские годы, и, по сути, узаконивал все решения администрацией города по продаже и перепрофилированию охраняемых территорий, принятые без проведения экологической экспертизы и комплексных исследований на предмет возможных последствий для курорта от изменения антропогенной нагрузки и строительства в зоне образования минеральных источников.
Начало освоения
Первая попытка начать освоение участка была предпринята в 2010, когда администрацией города велись переговоры с китайскими инвесторами о постройке комплекса Сана, но проект заглох. Вторая попытка запустить строительство на другой части территории площадью в 5,29 гектара была осуществлена в апреле 2011 года, когда по инициативе застройщика на публичные слушания был вынесен проект застройки территории в районе ул. Кучуры. К августу начались геодезические замеры и разметка земли, а уже в сентябре началась вырубка растительности. К ноябрю 2011 года 162 деревьев и 83 кустарников были вырублены, а территория огорожена бетонными блоками.
Реакция общества
В конце сентября 2011 общественники и экологи Пятигорска потребовали прекратить любые работы на Машуке, собрав более 100 подписей под обращением к главе города. С подачи инициативной группы «Солнечный патруль» в социальных сетях стартовала акция «Хватит пилить Машук!» в защиту памятника природы. На первом этапе было инициированы коллективные официальные запросы через систему Демократор в различные ведомства. Обращения в прокуратуру и надзорные органы поддержали более 600 человек. Также были сформированы депутатские запросы. Проблему поддержали и другие экологические организации Ставрополья.
Следующим шагом активистов стал митинг перед зданием администрации 27 ноября 2011, Уведомление о проведении митинга было подано в пятигорскую администрацию 15 ноября в установленный законом срок, но администрация города, пойдя на нарушение законодательства и, несмотря на решение суда в пользу гражданских активистов, пыталась препятствовать его проведению. Тем не менее, 27 ноября 2011 года перед администрацией города собралось по разным оценкам от 200 до 500 человек, так как полиция по указанию администрации препятствовала проведению митинга, акция прошла в форме собрания граждан. На нём был начат сбор подписей в защиту Машука. Акция не осталась без внимания телеканалов и прессы.
После митинга сбор подписей был продолжен. Активисты и экологи Пятигорска выходили на улицы каждую неделю, координируя действия в соцсетях. Всего за месяц было собрано более 4500 подписей пятигорчан и гостей курорта, под обращением к Медведеву, Путину и Хлопонину.
Реакция ведомств
В январе 2012 Ставропольская природоохранная прокуратура отреагировала на опасения общественности и нашла нарушения в деятельности застройщика. По результатам его рассмотрения дела 2 сотрудника ООО «Кавжилстрой» привлечены к дисциплинарной ответственности. Также прокуратура обязала застройщика «Кавжилстрой» оплатить стоимость вырубленных деревьев в сумме 350 750 рублей, а МУП города Пятигорска «Горзеленстрой» произвести работы по восстановлению зелёных насаждений на территории города Пятигорска.
В феврале 2012 ответ на обращение к полпреду Хлопонину запрос был переадресован в вышестоящие инстанции: Генеральную Прокуратуру по СКФО и Росприроднадзор по СКФО. Также поступил ответ на обращение из Управления делами Президента РФ, в котором сообщается, что обращение граждан направлено на расследование в Генеральную Прокуратуру.
7 февраля глава города Лев Травнев общался с горожанами по прямой линии. Вопросы поступали по телефону, электронной почтой и обычной, и ряд вопросов коснулся вырубки западного склона Машука.
20 февраля прокуратура Пятигорска вынесла протест на строительство пансионата на горе Машук. По мнению надзорного ведомства, администрация Пятигорска нарушила требования Градостроительного кодекса России — она выдала ООО «Кавжилстрой» разрешение на строительство пансионата в районе улицы Кучуры в отсутствие положительного заключения государственной экологической экспертизы, которая, как отмечается, ещё не закончена.

## Минеральные воды
В травертиновом кольце Машука в прошлом самоизливались около 40 источников минеральных вод, возле которых построены знаменитые Лермонтовские, Пироговские, Пушкинские, Ермоловские, Народные и Теплосерные ванны, Академическая и Михайловская питьевые галереи. В настоящее время лечебные воды берутся из скважин и штолен. Они разделяются на четыре главных бальнеологических типа:
1. углекислые тёплые, горячие и холодные (пятигорские нарзаны), которые используются для питья;
2. углекисло-сероводородные со сложным ионным составом, с температурой 42—48 °С (второй пятигорский тип), используются для ванн, реже для питья;
3. радоновые воды с концентрацией радона до 274 нКи/л, используются для ванн;
4. соляно-щелочные углекислые и углекисло-сероводородные (ессентукский тип), используются для питьевого лечения.
 Кроме того ограниченно используются азотно-углекислые и метановые воды с повышенным содержанием йода и брома и слабо углекислые хлоридно-натриевые воды типа «Арзни».

## Растительный и животный мир
Большая часть склонов занята естественной ясенево-грабовой судубравой, входящей в Машукский лесопарк (смыкается с Бештаугорским лесопарком). Поляны покрыты богатой луговой растительностью, с изменяющимися фитоценозами от луговидной степи до субальпийских лугов. В составе флоры установлены более 80 видов редких и исчезающих растений, из которых 25 впервые были описаны на Машуке и являются эталонными. К чрезвычайно редким относятся: бересклет карликовый, ястребинки машукская и пятигорская, пушкиния пролесковидная, мак прицветниковый, подснежник узколистный, а также ряд ксерофитов на известняковых склонах — асфоделина крымская, молочай скальный, ламира ежеголовая, симфиандра повислая. 29 видов растений занесены в Красные Книги России и Ставропольского края.
На северном склоне 42 га занимает Перкальский дендрологический питомник (1830-е, 1879) с эколого-ботанической станцией Ботанического института им. В. Л. Комарова — 11,5 га. На их территории собрана уникальная ботаническая коллекция, состоящая из (550) более 800 видов кустарников и деревьев и около 700 травянистых растений; представлена флора не только района КМВ и Северного Кавказа, но и разных уголков мира — Закавказья, Европы, Средней и Центральной Азии, Дальнего Востока и Северной Америки. В их число входит около 100 видов лекарственных и 120 видов редких и исчезающих растений.
Возле лесопитомника находится Комсомольская поляна (северо-восточный склон), на западном склоне Машук располагается Ореховая роща и Поляна Песен. Дендрарий вместе с Машукским лесопарком являются памятниками природы (см. Особо охраняемые природные территории России).

## Памятники археологии, истории и культуры
На Машуке имеются многочисленные памятники археологии, относящиеся к неолиту, IV тысячелетию до н. э., кобанской и скифской культурам VIII—V вв. до н. э., началу нашей эры и средневековью. Особенно много культурных слоёв на травертиновых выступах и террасах на Горячей горе, Перкальских скалах, Комсомольской поляне, в районе мясокомбината (плато над Константиновском шоссе).
На машукском юго-восточном склоне, который постепенно переходит в плато, возвышаются эти Курганы на Константиновском плато (хороший обзор — с окружной дороги Минеральные Воды — Нальчик — автомагистрали М29 «Кавказ»). Десятки веков назад через Константиновское плато пролегала одна из оживлённых дорог, по которой проходили кочевые племена — скифы, половцы, хазары. В тех курганах, которые были исследованы во второй половине XIX века и в наше время (конец XX — начало XXI вв.), обнаружены древние захоронения, оружие, предметы бытового и культового назначения. Находки, сделанные на Константиновском плато, хранятся в Пятигорском краеведческом и в музеях Ставропольского края, Москвы и Санкт-Петербурга.
 Рядом на восточном склоне по Машукогорской кольцевой автодороге (она же терренкур-кольцо — маршрут № 1 «вокруг Машука» [протяжённостью около 10 км]: бульв. Гагарина — Провал — Комсомольская поляна — Перкальский дендрарий — к месту дуэли Лермонтова и поляне Песен) за Провалом, выше над этими Курганами находится Обелиск на Братской могиле жертв немецко-фашистской оккупации.
На горе много памятников истории и культуры, из которых подлинной национальной святыней являются Лермонтовские места: «Домик Лермонтова» (в городской застройке, в верхнем городе), место дуэли (памятник на месте гибели — на северо-западном склоне) и первоначального захоронения (Воинское Мемориальное кладбище), памятник поэту (городской сквер [Лермонтовский (?)] между Октябрьской и Красноармейской улицами), грот Лермонтова, Эолова арфа.
На вершине горы, со смотровой площадки в нескольких десятках метров вниз по южному склону [по завещанию — с видом на Эльбрус], находится памятник-обелиск на месте погребения военного топографа А. В. Пастухова.
По значению и ценности природных и историко-культурных объектов гора Машук отвечает критериям всемирного наследия.

### Достопримечательности

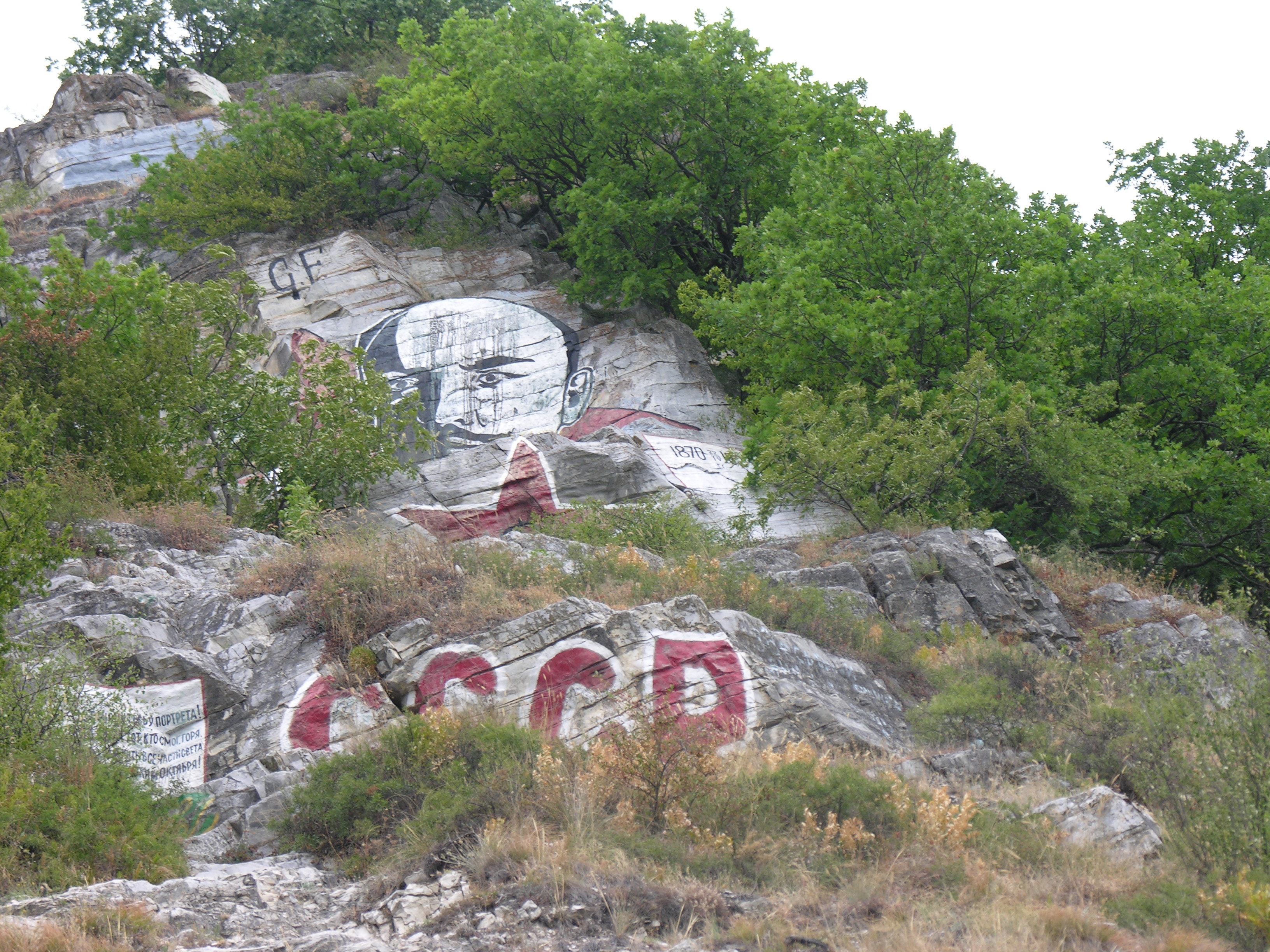
Портрет В. И. Ленина, нарисованный художником Н. Шуклиным в 1925 году на скале горы Машук у города Пятигорска (2007).

Достопримечательности в окрестностях Машука
- Пятигорская телевышка
- Озеро Провал
- Скульптура «Орел»
- Место смерти Лермонтова
- Пятигорский некрополь
- Академическая галерея
- Перкальский дендрологический парк
- Беседка «Эолова арфа»
- Грот Дианы
- Парк «Цветник»[35]

Одной из достопримечательностей Пятигорска является наскальный портрет В. И. Ленина. Написан маслом художником Н. К. Шуклиным в 1925 году на одной из скал юго-западного склона горы Машук. Портрет был приурочен к первому слёту женщин-горянок и терских казачек, проходившему в Пятигорске. В 1960 г. этот портрет был реставрирован автором. Место, где изображён портрет, называется «Ленинские скалы». Рядом расположен одноимённый санаторий.
Гора является краевым комплексным (ландшафтным, геолого-геоморфологическим) памятником природы — комплексным объектом природного и историко-культурного наследия, совмещённым с памятниками археологии, архитектуры, а также с лермонтовскими местами (Постановление бюро Ставропольского краевого комитета КПСС и исполкома краевого Совета депутатов трудящихся от 15.09.1961 г. № 676 «О мерах по охране природы в крае»).

## Природопользование
На вершину ведёт канатная дорога протяжённостью 964 метра; на самой вершине расположена стодвенадцати-метровая телерадиовещательная вышка с радиорелейным узлом (с Базовыми станциями операторов мобильной связи; вышка также является топографическим ориентиром, опорным пунктом геодезической сети) и смотровая площадка.
 Длина пешего маршрута на гору Машук (в одну сторону, до вершины) — около 4 километров. Существует несколько троп «дикарей»: от горы Казачки вверх, или же от медгородка (горбольницы № 1) и Студенческого городка (ул. Кучуры) пройдя Ореховую рощу, через «Ворота солнца» и напрямую по западному склону; две проторённые тропы от Братской могилы по восточному пологому склону; от Провала по юго-восточному склону — самый короткий, но и самый крутой подъём. Возможен также подъём по старой колёсной дороге, который проходит по северной стороне горы (от Комсомольской поляны, лагерь «Радуга»). Маршрут терренкура № 2: ул. Лермонтова — бульвар Гагарина — перед Верхними радоновыми ваннами вверх направо — «Ворота Солнца» и Домик лесника — и далее по серпантинке — уходим вверх к вершине Машука, откуда открывается изумительная панорама на Пятигорье — длина маршрута около 7 км.
 На вершину горы ведёт автомобильная серпантинная дорога протяжённостью до 10 км — популярный свадебный маршрут. Въезд на автомобильное Машукогорское кольцевое шоссе (на бульвар Гагарина) с центра — с улиц Лермонтова, Пастухова и т. п. [с юго-запада] и к Верхней радоновой лечебнице {по маршруту вышеописанного терренкура}, можно также подняться со стороны мясокомбината — улицы Фабричная [юго-восток], Теплосерная [с юга мимо Народных ванн] и опять же к лечебнице, либо с проспекта Калинина у северного въезда в город — Арка (пилоны) у дороги к месту дуэли [с северо-запада], минуя место дуэли Лермонтова. Все они ведут к «Воротам солнца» и к вершине Машука.
В 2021 году установлены болларды (автоматические выдвижные столбы), ограничивающие въезд транспорта на Машук.

## Спортивные события
По Машуку проходит 3,5-километровая горная трасса для маунтинбайка. Ежегодно здесь проходят чемпионаты России по фрирайду (свободному спуску), даунхиллу (скоростному спуску) и байкер-кроссу.

## В искусстве
- Песня «Колдует осень золотая» в исполнении Геннадия Белова. Слова А. Трилисова, музыка Ю. Турнянского.

## В названиях
Мероприятия
- Северо-Кавказский молодёжный форум «Машук»[41]

Промышленные предприятия
- Швейная фабрика «Машук» (Пятигорск)

Лечебные учреждения, гостиницы, туристические фирмы
- Санаторий «Машук» (Пятигорск)[42];
- Туристическая фирма «Машук» (Пятигорск)[43]
- Гостиница «Затерянный рай у Машука»[44]

Образование
- Круглогодичный образовательный Центр знаний "Машук" (Пятигорск)

СМИ
- Телекомпания «Машук-ТВ»

Спортивные команды
- Пятигорский футбольный клуб «Машук-КМВ» (в 1968—1993, 1998—2002 носил название «Машук»);
- Женская баскетбольная команда «Машук» (1994—2004)[46][47][48]

Большому количеству учреждений (помимо санатория и гостиницы, в Пятигорске также были кинотеатр, турбаза и магазин «Машук») и продуктов (шипучее вино, минеральная вода и конфеты) с названием «Машук» был посвящён фельетон Юрия Самойлова «Машук, до востребования» («Крокодил», № 31, 1975).

## Фотогалерея

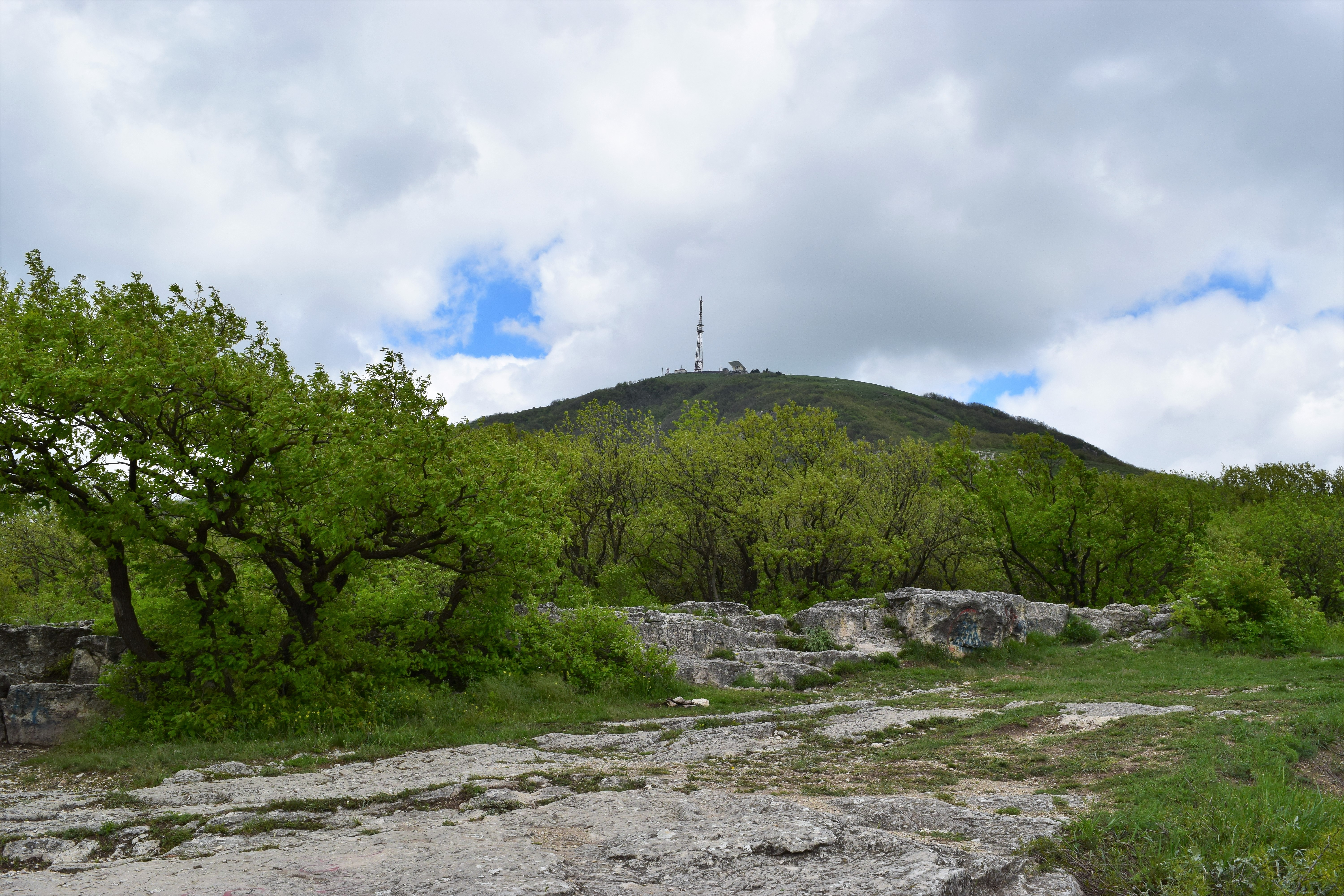
Вид на вершину Машука с горы Горячей
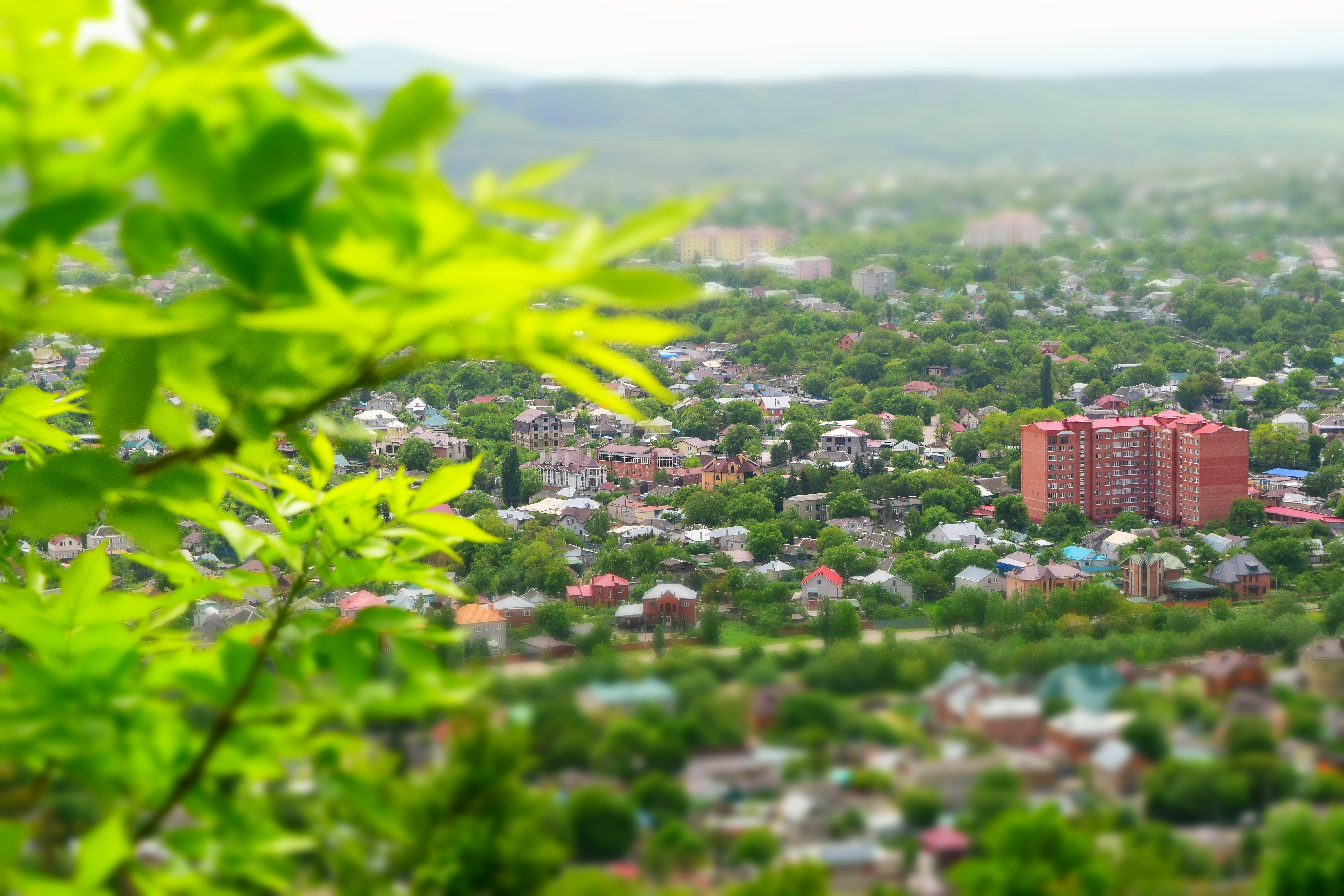
Вид на Пятигорск с горы Горячей
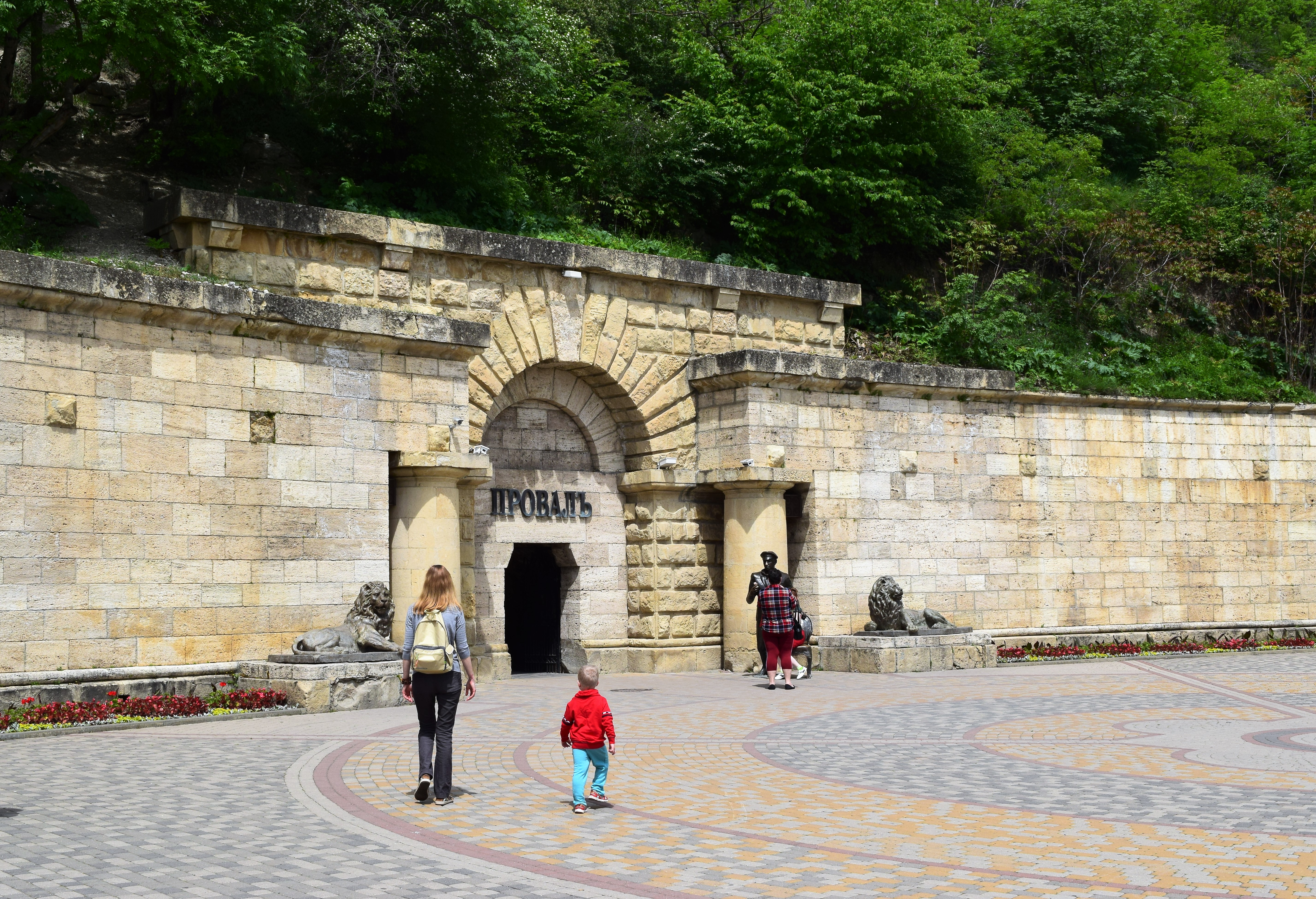
У входа в Провал
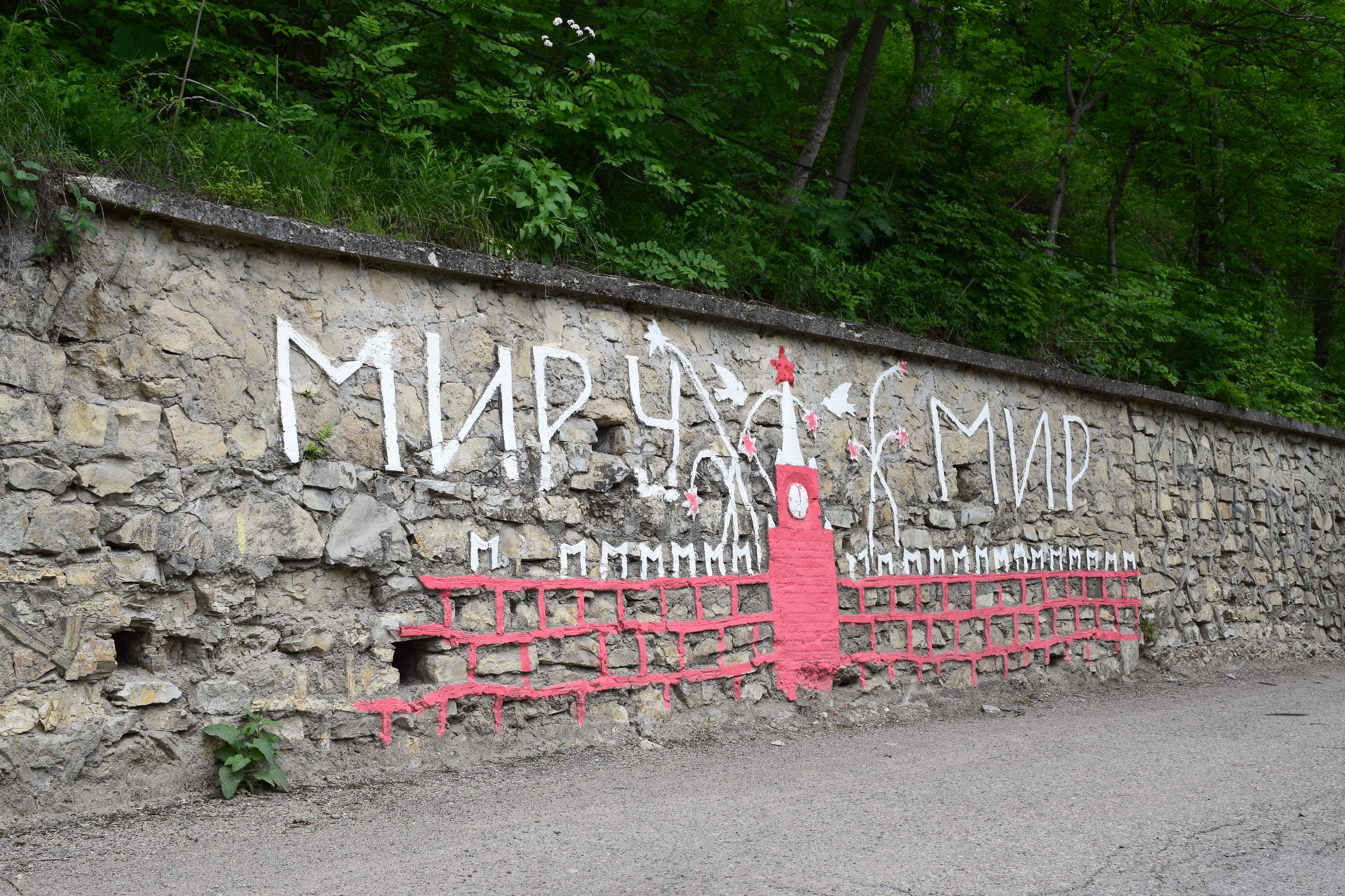
Машук, граффити на каменной стене
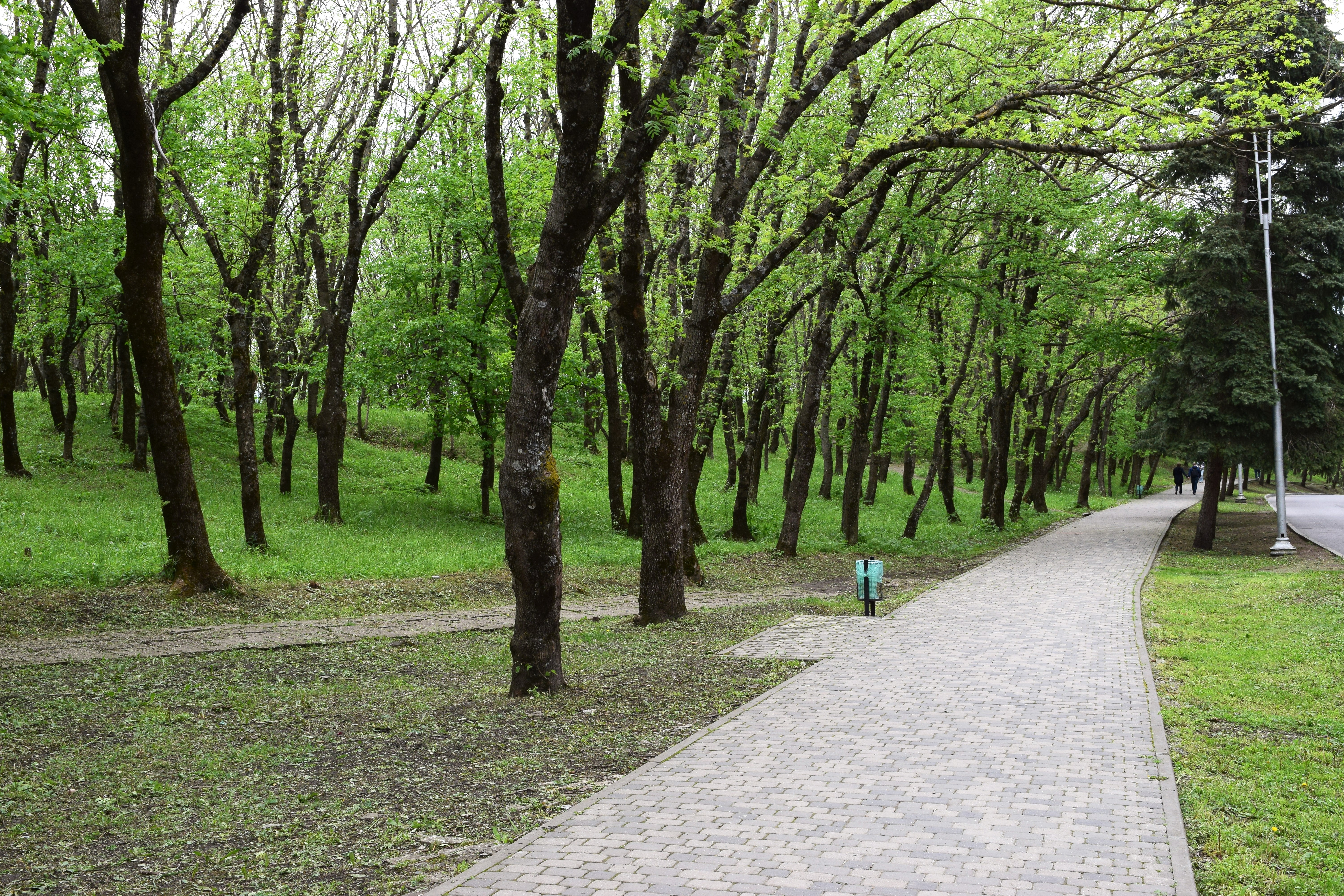
Лесные дорожки около беседки Эолова арфа
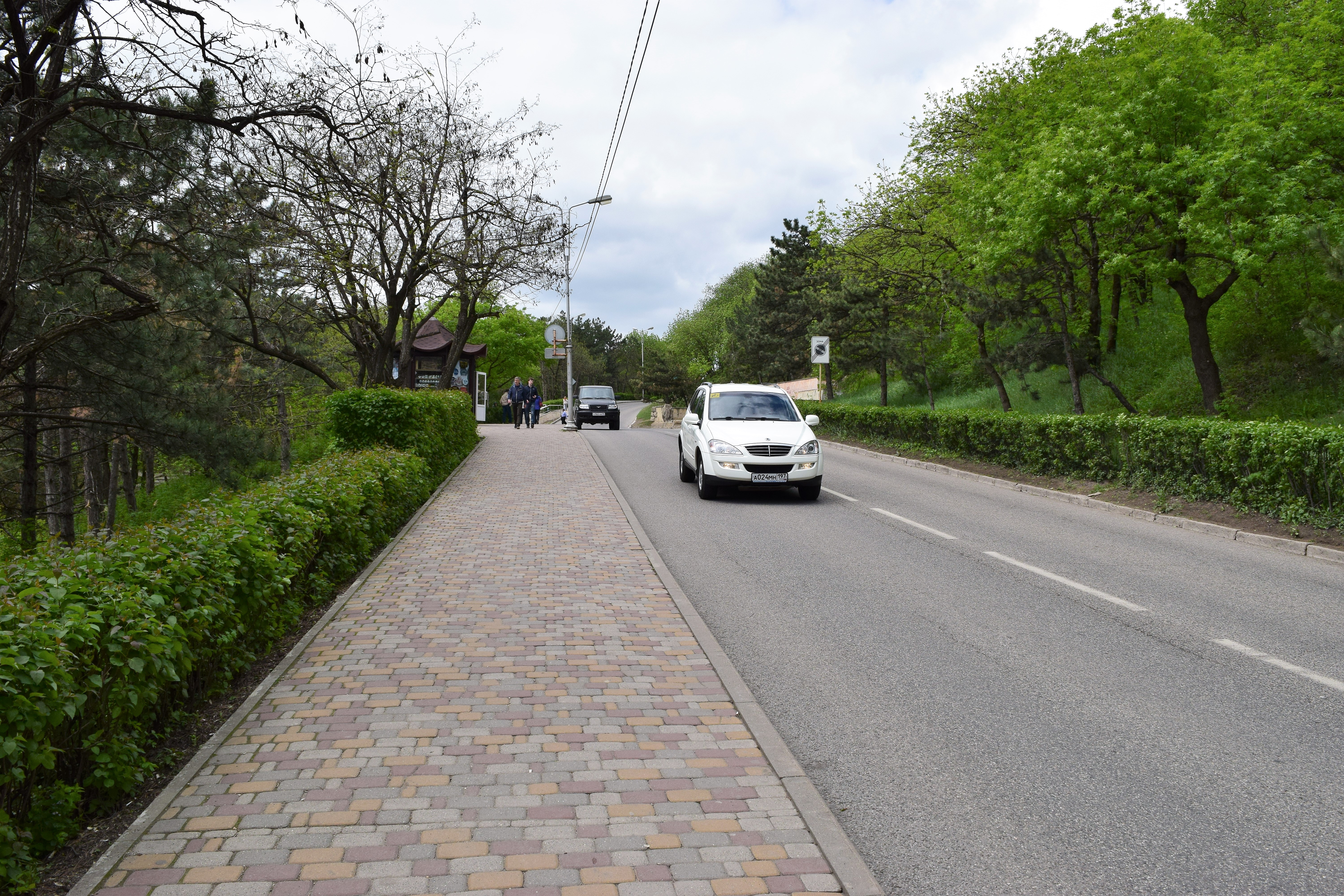
По дороге к Провалу
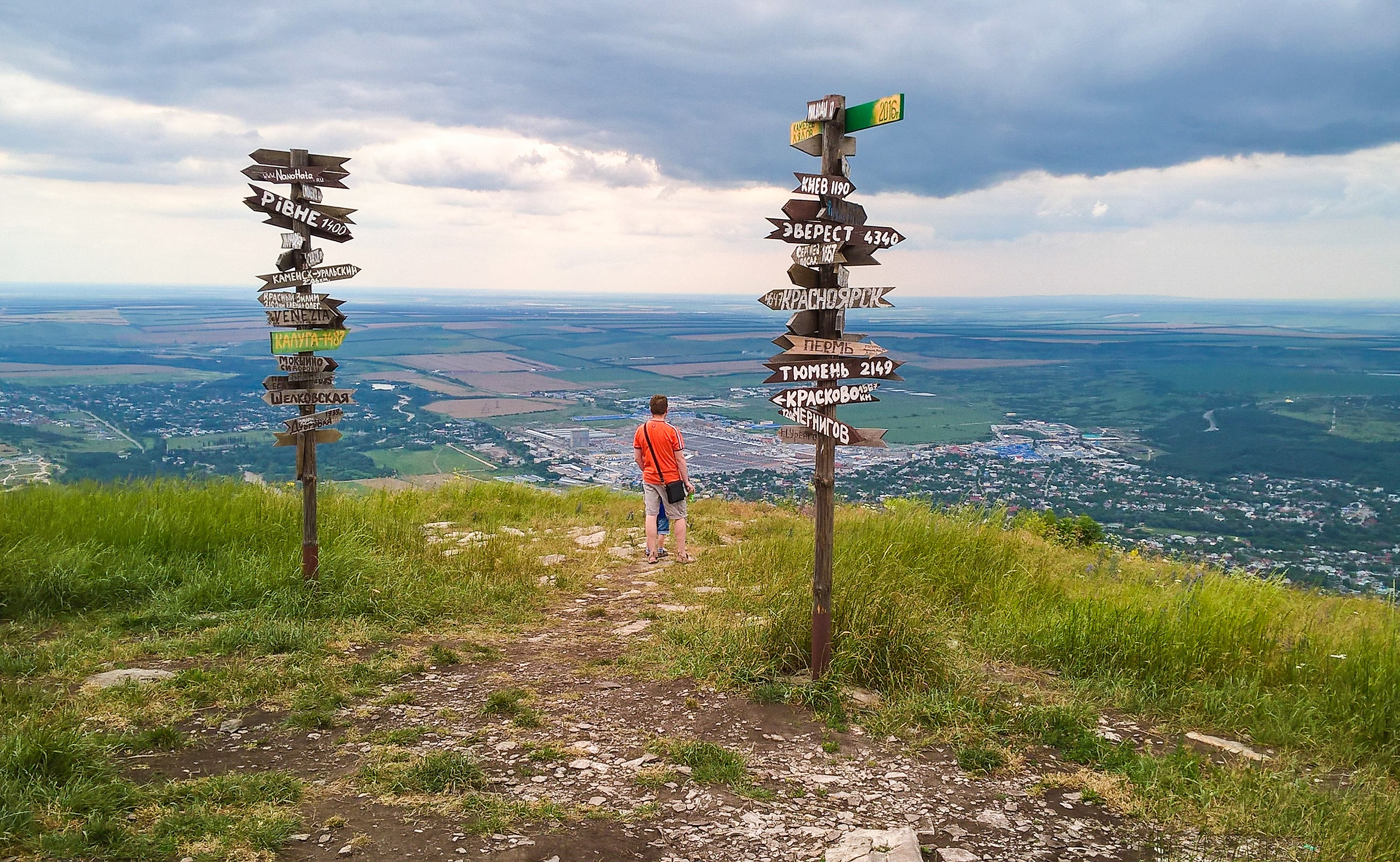
На вершине Машука, вид на окрестности
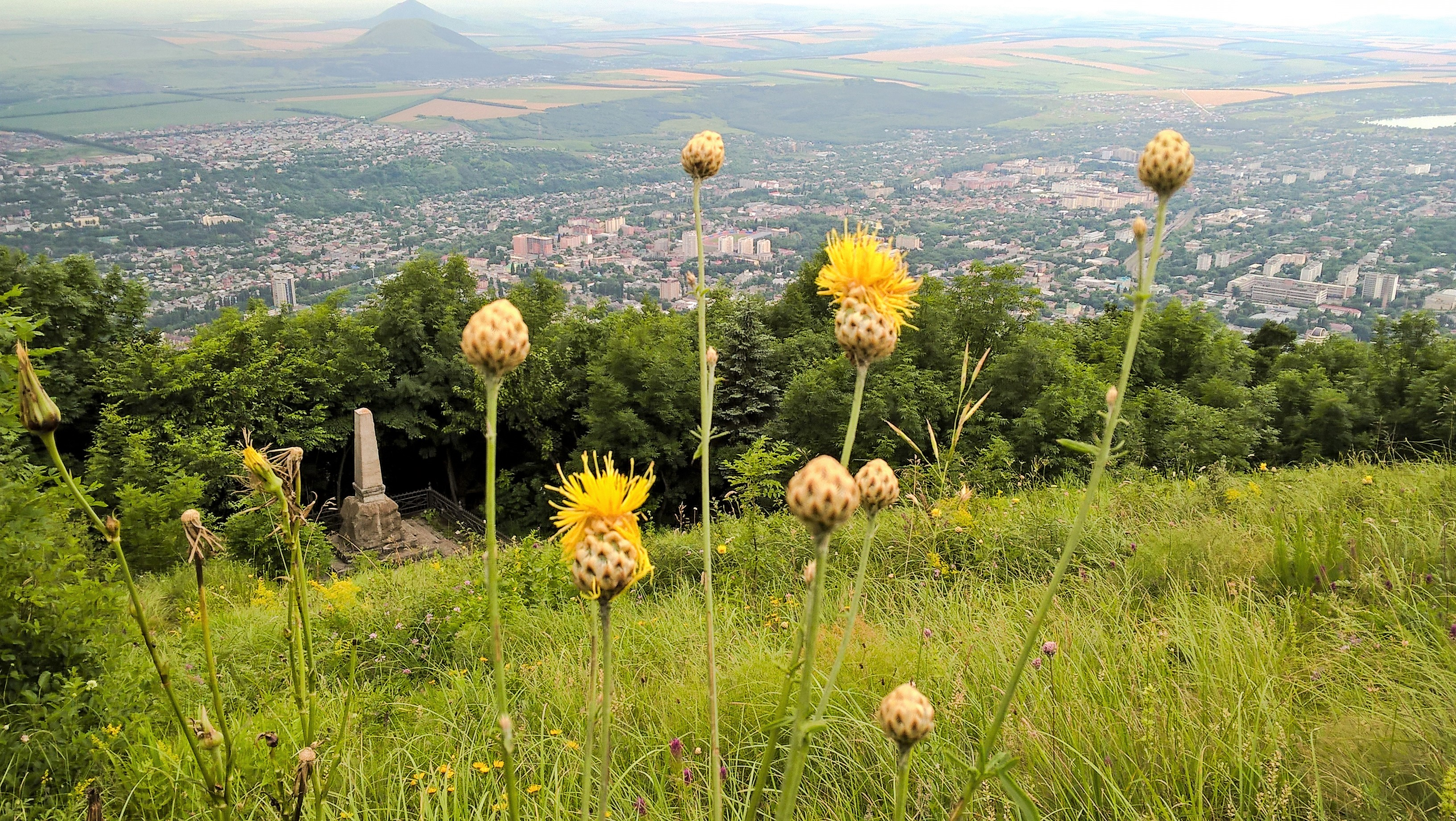
Вид с вершины Машука на памятник А. В. Пастухову и на город
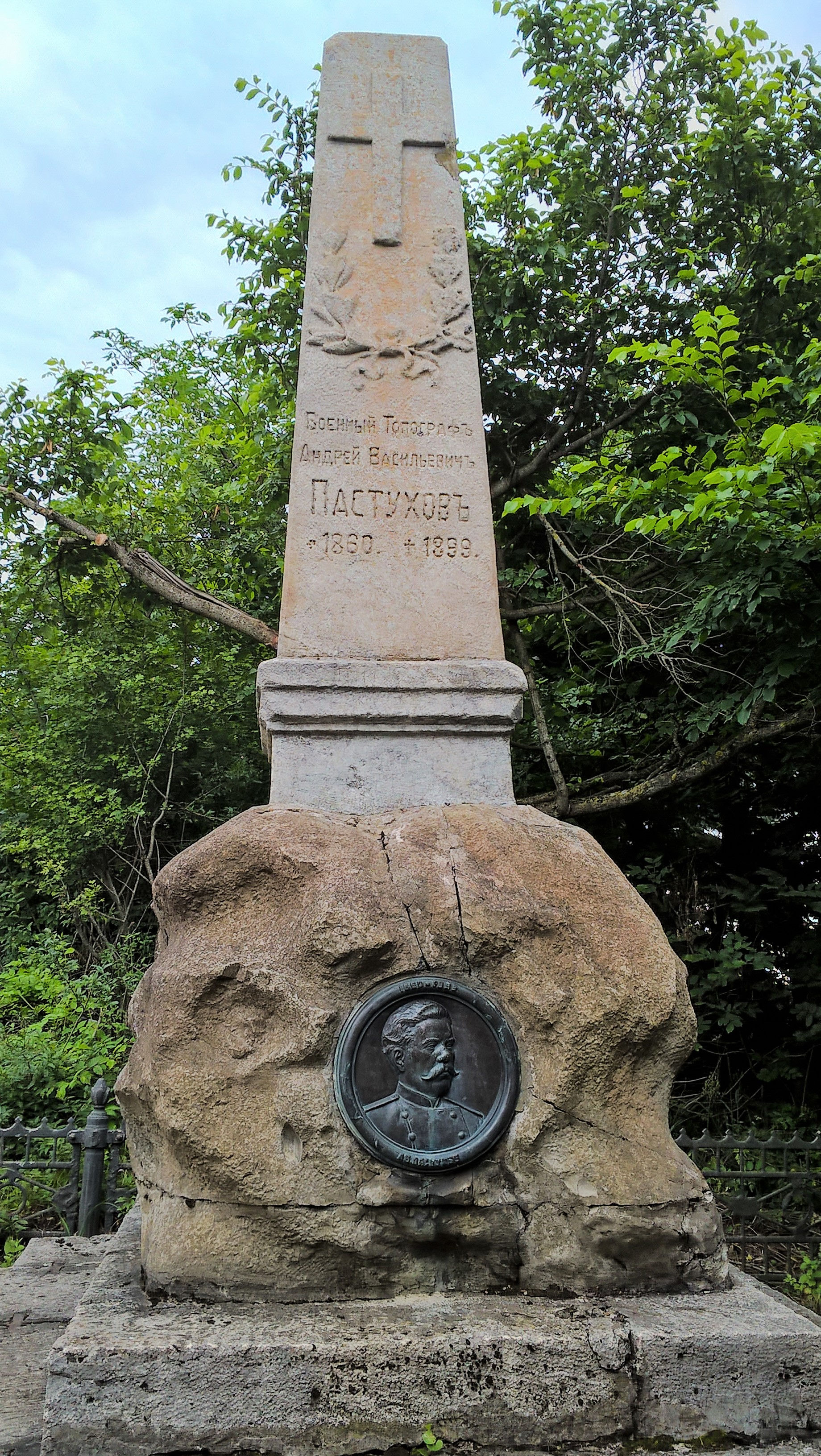
Гора Машук, памятник А. В. Пастухову
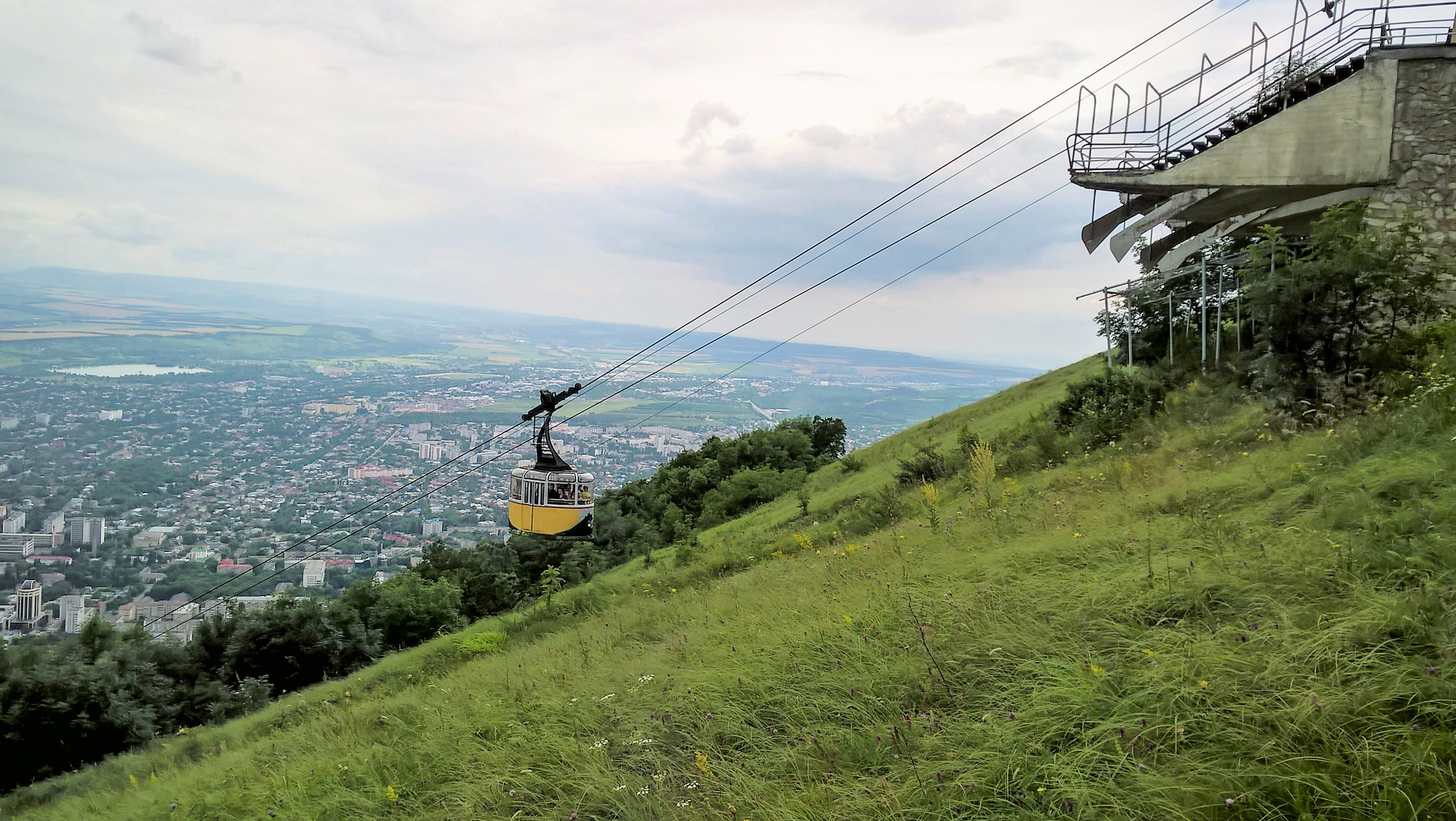
Вагончик прибывает на верхнюю станцию канатной дороги
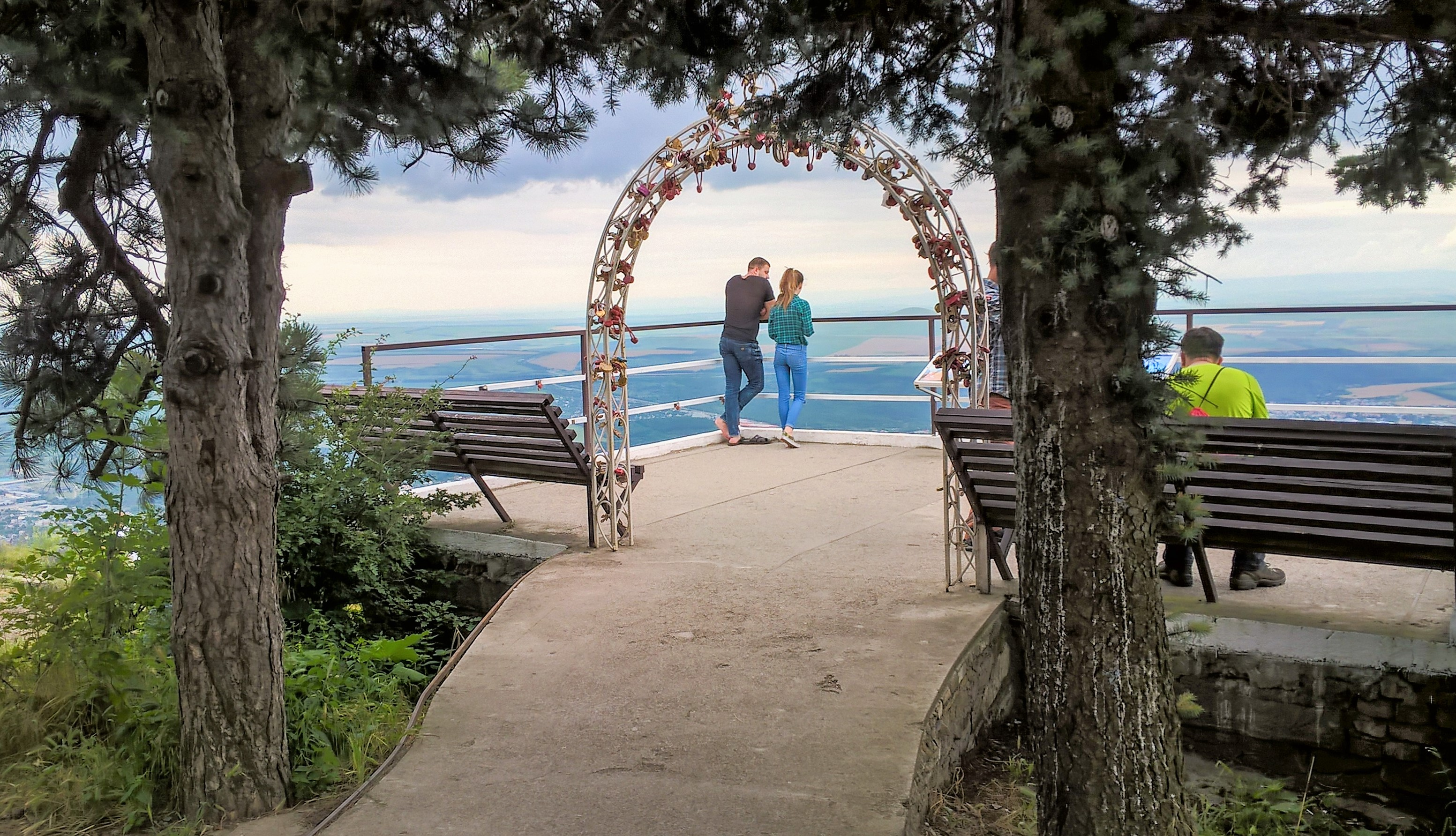
Смотровая площадка на вершине Машука
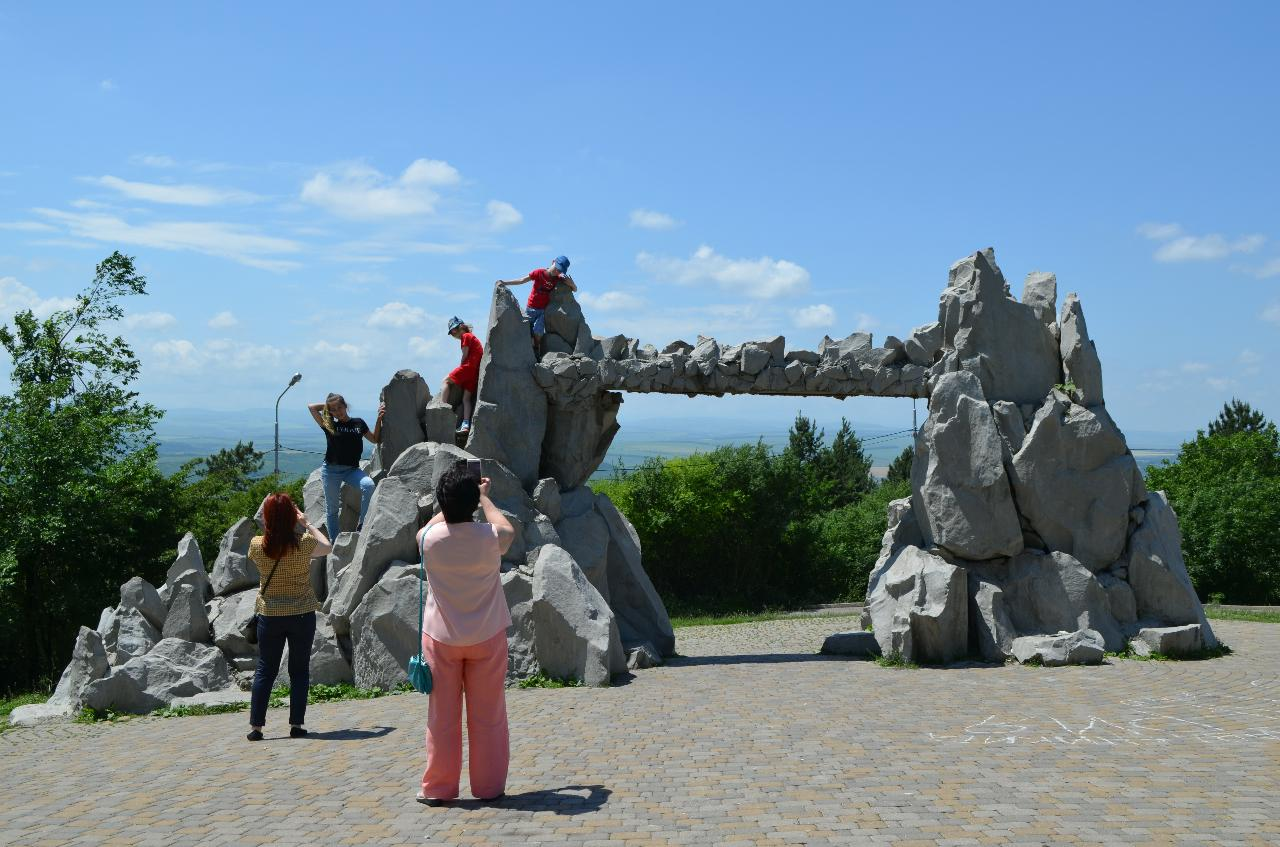
«Ворота Солнца» на склоне горы Машук
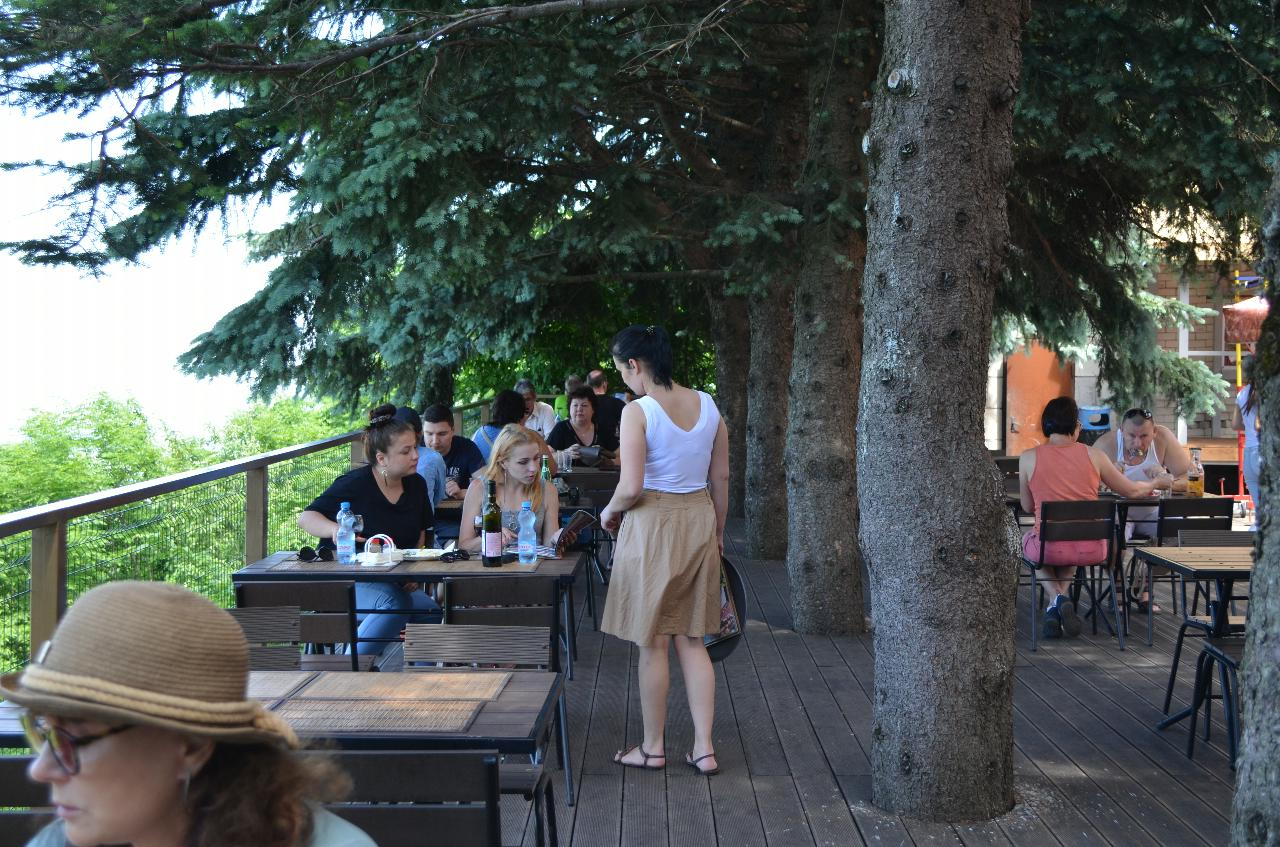
Кафе на вершине горы Машук